# Cyrpoptus nubeculosus
Cyrpoptus nubeculosus är en insektsart som beskrevs av Stsl 1869. Cyrpoptus nubeculosus ingår i släktet Cyrpoptus och familjen lyktstritar. Inga underarter finns listade i Catalogue of Life.